# Pipistrellus paterculus
Pipistrellus paterculus es una especie de murciélago de la familia Vespertilionidae.

## Distribución geográfica
Se encuentra en China, India Birmania, Tailandia y Vietnam.